# イースタン州
イースタン州（イースタンしゅう、英語: Eastern Region）はガーナの州のひとつである。日本語では東部州とも表記される。州都はコフォリドゥアである。

## 概要
州の東部にヴォルタ湖がある。北はボノ・イースト州、西はアシャンティ州、南はセントラル州、グレーター・アクラ州、東はヴォルタ州、北東はオティ州（ヴォルタ湖上）に接する。人口は約293万人（2021年国勢調査）で、国内では3番目に多い。
1957年3月6日の独立時に、旧ゴールド・コースト植民地の東部を領域とする形で成立した。当時は首都アクラを含み、ギニア湾に面していたが、1982年7月23日にアクラ周辺がグレーター・アクラ州として分離した。

## 郡
州内には以下の17の郡を含んでいる。

イースタン州の郡

- Afram  Plains District
- Akuapim North District
- Akuapim South District
- Asuogyaman District
- Atiwa District
- Birim North District
- Birim South District
- East Akim District
- Fanteakwa District
- Kwaebibirem District
- Kwahu South District
- Kwahu West District
- Manya Krobo District
- New-Juaben Municipal District
- Suhum/Kraboa/Coaltar District
- West Akim District
- Yilo Krobo District